# Фонтан, Габриэль
Габриэль Фонтан (фр. Gabrielle Fontan, настоящее имя Габриэль Мари Жозефина Пен-Кастель, фр. Gabrielle Marie Joséphine Pène-Castel; 16 апреля 1876, Бордо — 8 сентября 1959, Жювизи-сюр-Орж) — французская актриса.
В молодости играла в театре на второстепенных и полупрофессиональных сценах; историки театра выделяют постановку пьесы Генрика Ибсена «Кукольный дом» в 1909 году в Народном университете «Взаимодействие идей» с участием Фонтан и Луи Жуве. В 1920-е гг. вела собственную школу драматического искусства.
В 1927 году дебютировала в кино, снявшись, по предложению Шарля Дюллена, в фильме Марселя Вандаля «Хрустальная субмарина». За оставшиеся 32 года жизни снялась в маленьких ролях и эпизодах более чем в сотне фильмов, сотрудничая в том числе с такими режиссёрами, как Жан Гремийон, Раймон Бернар, Жан Ренуар, Жан-Поль ле Шануа, Морис Клош, Жюльен Дювивье, Марк Аллегре, Жан Деланнуа, Марсель Л’Эрбье, Марсель Карне, Жорж Лакомб, Морис Турнёр, Луи Дакен, Жан Древиль, Клод Отан-Лара, Кристиан-Жак, Рене Клер. «В королевстве старых фей Габриэль царит» (фр. Au royaume des vieilles fées, Gabrielle trône), — писали в своём очерке о ней историки французского кино Оливье Барро и Раймон Шира.